# Государственный научно-исследовательский испытательный институт военной медицины
Федеральное государственное учреждение «Государственный научно-исследовательский испытательный институт военной медицины Министерства обороны Российской Федерации» — научный центр, который осуществляет фундаментальные и прикладные исследований в области кровоостанавливающих и обезболивающих средств, физиологии военного труда, в том числе в условиях Арктики, медицинской робототехники, разработки технических средств медицинской службы, создания новых медицинских технологий, в том числе и с использованием опыта народной медицины. 
Является правопреемником Государственного НИИ экстремальной медицины, полевой фармации и медицинской техники Минобороны России, НИИ военной медицины Минобороны России и Государственного НИИИ (авиационной и космической медицины) Минобороны России. Состоял из трёх научно-исследовательских испытательных центров: войсковой медицины, военно-медицинской техники и фармации; авиационно-космической медицины и военной эргономики; медико-биологической защиты. До 2011 года был структурным подразделением Военно-медицинской академии им. С. М. Кирова, затем институт был упразднен.
Научно-исследовательский институт военной медицины Министерства обороны СССР был создан в Ленинграде в 1969 году для решения задач в области создания медицинских средств защиты и технических средств военно-медицинской службы. В 2010 году этот институт был присоединён к Военно-медицинской академии имени С.М. Кирова в качестве структурного подразделения.
Распоряжением Правительства РФ от 27 мая 2015 года № 965-р институт был воссоздан. Воссоздание института позволило вновь привлечь сохраненные высококвалифицированные кадры, при этом был существенно изменен спектр решаемых задач. 